# Leonardo Leo
Leonardo Leo (egentlig Linardo Ortensio Salvatore di Leo) (5. august 1694 i San Vito degli Schiavi, Brindisi – 31. oktober 1744 i Napoli) var en italiensk komponist.
Leonardo Leo blev født i det daværende kongerige Napoli, og forældrene hed Corrado de Leo og Rosabetta Pinto. I 1709 rejste han til Napoli, hvor han blev elev på Conservatorio San Maria della Pietà dei Turchíni. I begyndelsen af 1712 blev hans gejstlige drama, San Chiara, o L'infedeltà abbattuta, opført på konservatoriet. Hans værk synes at have vakt en usædvanlig opmærksomhed, eftersom det kort efter den 14. februar blev genopført i vicekongen Carlo Borromeo Areses palads.
Efter færdiggørelsen af sine studier blev han 8. april 1713 ansat som ekstra organist i vicekongens kapel. Den 13. maj 1714 blev hans første opera opført. Herefter fik Leo en række bestillinger på operaer, intermezzos og serenader. Efter Alessandro Scarlattis død i 1725 overtog Leo posten som førsteorganist ved det kongelige kapel. Da Domenico Sarro døde den 25. januar 1744, lykkedes det endeligt Leo at blive kapelmester ved det kongelige kapel. Han komponerede straks en række a cappella værker til brug i fasten og gik i gang med at reformere orkestret, men nåede kun at sidde i stillingen i omtrent 9 måneder.
Også som lærer havde Leo stor succes. Hans vigtigste elever var Niccolò Jommelli, Gennaro D'Alessandro, Emanuele Barbella og Niccolò Piccinni. Fra 1734-37 var han viceleder af sit gamle konservatorium, Conservatorio San Maria della Pietà dei Turchíni, og i 1739 blev han leder af Conservatorio San Onofrio.
Som en af de mest fremtrædende mestre i den neapolitanske skole udmærkede Leo sig som komponist i alle genrer, og han mestrede det lidenskabelige og ophøjede udtryk lige så vel som det naive, sarte og spøgefulde udtryk. Leo komponerede over 500 værker, der ud over talrige operaer, omfatter mange gejstlige værker som messer, salmer og kantater samt serenader og instrumentalværker. Størstedelen af hans værker befinder sig i biblioteket på Conservatorio di San Pietro a Majella i Napoli, i Vatikanbiblioteket i Rom og på British Library i London.

## Værker i udvalg
Operaer (i alt 60)
- Il Pissistrato (1714, Napoli)
- Sofonisba (1718, Napoli)
- Timocrate (1723, Venedig)
- Il trionfo di Camilla Regina de' Volsci (1726, Rom)
- Lo matrimonio annascuso (1727)
- Catone in Utica (1729, Venedig)
- Il Demetrio (1732, Napoli)
- Amor vuol sofferenza (1733, Napoli)
- La clemenza di Tito (1735, Venedig)
- L'Olimpiade (1737, Napoli)
- Il Ciro riconosciuto (1739, Torino)
- Achille in Sciro (1740, Torino)

Gejstlige dramaer og oratorier
- San Chiara, o L'infedeltà abbattuta (1712)
- La morte di Abele (1732)
- Sant'Elena al Calvario (1732)

Serenader, feste teatrali
- Diana Amante, serenade (1717, Napoli)
- Le nozze di Psiche e Amore, feste teatrale (1738, Napoli) komponeret i anledning af brylluppet mellem kong Carlo 3. af Napoli og Maria Amalia Walburga von Sachsen.
- Deceballo (1743), feste teatrale

Kirkemusik
- Ave Maria
- Miserere

Instrumentalmusik
- 6 Cellokoncerter (1737-38)
- Koncert for 4 violiner
- 2 Fløjtekoncerter
- Toccate per cembalo